# Saint-Pierre-Eynac
Saint-Pierre-Eynac ist eine französische Gemeinde mit 1.250 Einwohnern (Stand: 1. Januar 2022) im Département Haute-Loire in der Region Auvergne-Rhône-Alpes; sie gehört zum Arrondissement Le Puy-en-Velay und zum Kanton Emblavez-et-Meygal.

## Geographie
Saint-Pierre-Eynac liegt am Oberlauf der Sumène, etwa elf Kilometer östlich von Le Puy-en-Velay in der Landschaft Velay im Zentralmassiv.

### Nachbargemeinden
Umgeben wird Saint-Pierre-Eynac von den Nachbargemeinden Saint-Étienne-Lardeyrol im Nordwesten und Norden, Saint-Hostien im Norden, Queyrières im Nordosten, Saint-Julien-Chapteuil im Osten, Saint-Germain-Laprade im Süden und Westen sowie Blavozy im Westen und Nordwesten.

## Bevölkerungsentwicklung
| Jahr                       | 1962 | 1968 | 1975 | 1982 | 1990 | 1999 | 2006 | 2013 | 2020 |
| Einwohner                  | 667  | 636  | 618  | 664  | 775  | 847  | 968  | 1083 | 1196 |
| Quellen: Cassini und INSEE |      |      |      |      |      |      |      |      |      |

## Sehenswürdigkeiten
- Kirche Saint-Pierre aus dem 11./12. Jahrhundert, Umbauten aus dem 13. und 15. Jahrhundert, Monument historique
- Schloss Bonneville, seit 1973 Monument historique

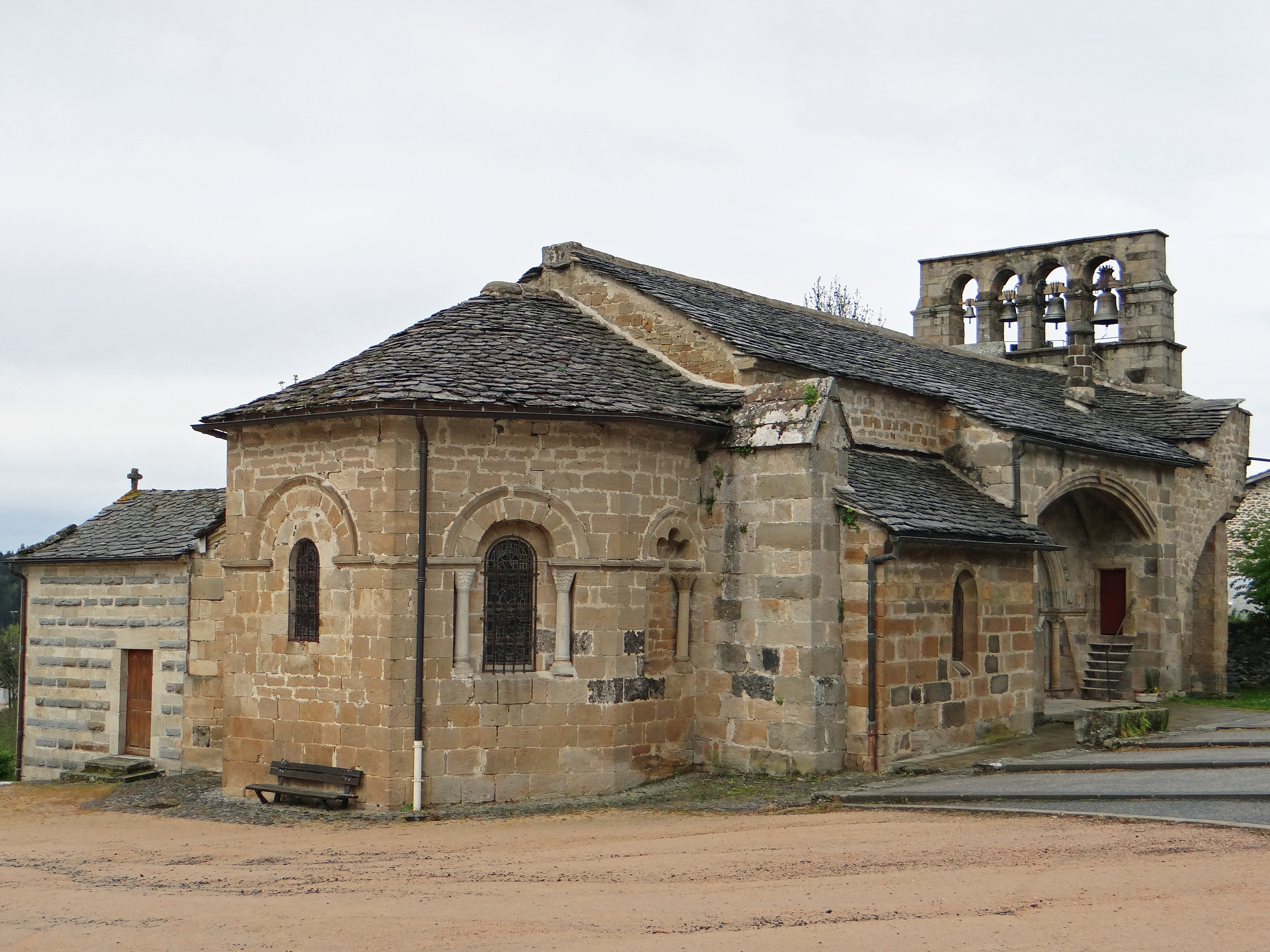
Kirche Saint-Pierre

- Schloss Lardeyrol
- Schloss Eydac